# 優駿の門
『優駿の門』（ゆうしゅんのもん）は、やまさき拓味による競馬を題材にした日本の漫画作品。『週刊少年チャンピオン』（秋田書店）で1995年1・2号から2000年52号まで連載された。単行本は全33巻。

## 主な登場人物

### 野山厩舎関係
光優馬
関東地方競馬場の野山厩舎に所属する騎手。調教師・捨造に10年に1度の天才、当時の日本ダービー優勝賞金である1億3000万円を契約金として払ってやるなどと言われスカウトされ、騎手となった。競馬学校時代は規律を全く守らない問題児扱いだったが、その天才性は認められていて早々に競馬学校では教えるべきことはないと判断され、中央競馬学校生との諍いの後に表向き退学扱いとして代わりに3年間北海道の牧場で実習を経て特別に地方競馬騎手免許を取得している。JRAトップ騎手・左京を「うんこたれ左京」呼ばわりしているが、仲はとても良い。照れ屋なのか、素直に優しさを見せることはほとんどなく、一見冷たく見えるが思いやりのある行動をとる。特に行為を持っているきな子には顕著。唯一自身が尊敬し、目標としていた田辺に対しては敬語で接し、彼の死には号泣している。義理も固く、一度交わした約束を反故にすることもない。レース後にクレイジーの行動について説明した後、観客席にムチを投げ入れたり、サインに応じている様子があるなど、ファンサービスも怠っていない為、容姿も相まって非常にファン人気も高い。未勝利時、碌に人気になったこともないリップに優馬が騎乗するとなっただけで1番人気になるほどである。反面、唯我独尊なところがあり、命令される事を嫌って捨造からの指示にはほとんど逆らっている。優馬が5歳のとき北海道の光牧場が原因不明の火事になり、母・和江が死亡し、父親も行方不明になり四国の七色浜にいる源じぃにひきとられた。レースでは逃げの戦法をとることが多い。優馬の才覚は左京や伊賀が技術で後から身に着けたものなら、優馬は生まれついての天才と捨造には評されている。その天才ぶりは騎乗技術にとどまらず、相馬眼では見ただけで素質を、触っただけで体質や弱点を、跨っただけで血統までも見抜く。調教師としても優れていて捨造が基本的に文句も言わずに優馬に任せているのもその方針に間違いがないため。
野山捨造
関東地方競馬場の調教師。優馬が勝つとよく小林と抱きつく。気が強く天の邪鬼のため妻と娘は愛想をつかして逃げていってしまった。優馬の性格を理解して調教師の仕事はほとんど優馬に任せているが、あまりに優馬の独断が過ぎるとキレる事もある。また、よく馬産地を訪れては自ら良馬を見つけてくることもある。
小林政宏
野山厩舎の調教助手。馬を愛することにかけて、おそらく右に出る物はいない。「あわわ」が口癖。優馬にアルフィーの馬房に新しい馬を入れたらどうだと言われたが、断固拒否した。小林には兄と母がいるが、母は老人性痴呆症で小林が世話した馬の名前以外は何もかも忘れてしまった。職歴15年以上のベテランだが仕事ではしょっちゅうポカがあり、その度に捨造や優馬に怒られている。だが、本当は「野山厩舎は小林でもっている」と捨造に言われるほど、誰よりも信頼されている。その為、優馬とクレイジーのアメリカ行きに付いていこうとしたが、捨造に請われて野山厩舎にとどまった。神宮寺や乗人等、彼を目標とする厩務員も多い。また、アルフィーが死の間際に優馬ではなく小林を探したり、クレイジーがジャパンカップ前に小林の不在を気にしてイレ込んだりするなど、人だけでなく馬にも慕われており、作品を語る上でなくてはならない名脇役である。
神宮寺愛
野山厩舎の厩務員。東京大学理学部卒だが、アルフィーのダービーを見て方向転換し、厩務員となった。その為、地頭は良いものの馬については素人同然で、データ上の計算だけで物事を判断するきらいがあるので、それだけでは判断できないという教材目的でクレイジーの担当を任された。その後、小林の代わりとして優馬とクレイジーのアメリカ行きに同行する。
野山きな子
優馬と左京の幼馴染で捨蔵の姪。アルフィーの死を見て大学を中退し、七色浜で獣医の勉強をしている。後に優馬がクレイジーと共にアメリカ遠征に行く直前に優馬に告白されて共にアメリカへ旅立った。

### 中央競馬
月山左京
優馬とは幼馴染の中央競馬の天才騎手。いつの間にか関西弁をしゃべっている。1年目に武豊が1987年に記録した新人最多勝記録の69勝を更新する73勝を挙げ、天才ともてはやされていることに驕ることなく、人前では年齢の割に丁寧な態度であるが、優馬と二人きりの時は素に戻る。七色浜にいたころは標準語だったが、栗東所属になってからはすっかり変な関西弁になった。優馬を「アホ優馬」呼ばわりしているが、優馬の人間としての素晴らしさは認めていて、「優馬にはかなわんな」と発言したことがある（その時は小林が「左京は優しくて自分が女性だったら間違いなくほれてる」とフォローしている）。優馬とは逆にストレートに優しさを表現する。左京は優馬が小学生のときのオール1の成績表のコピーをなぜか持っている。
岡田鮫
JRA騎手。周囲からは「ゴマすりの腕は超一流だが、腕は二流」「あんちゃん（新人騎手）よりまし」などと言われている。レースで騎乗するためならゴマすりやボロ（馬糞）も食うほど。ただし、田辺俊輔は「逃げ馬に乗せたら怖い」と評していた。それゆえファンも多い模様。
伊賀広和
地味だが仕事は確実にこなすベテランジョッキー。よく岡田に説教したり、悪だくみをしているときに止めておくように忠告したりしている。普段は真面目だが、ダブルフェイスが遠征してきた時に長浜から「地方の馬に勝たせてはだめですよね」と悪だくみを持ちかけられ、それに乗ったことがある。
田辺俊輔
優馬のあこがれの騎手。その為、優馬が唯一敬語を使って話す人物。新人賞を受賞している。しかし気性が荒く、よくトラブルを起こすためにだんだん騎乗馬が回ってこなくなり、酒びたりになる。三石調教師の説得により復活を果たすが、優馬がダービージョッキーになった日の最終レースで落馬して死亡。病院には優馬も駆けつけ、死亡報告には滅多に素直な感情を表さない優馬も号泣していた。
佐野和雄
田辺の弟弟子。やや気弱な性格で、彼の騎乗ミスが田辺の死亡事故の原因ともなった。その後アルフィーセカンドで菊花賞に出走するはずだったが、急遽エディに乗り変わったことで一時失踪している。しかし、エディの騎乗を見て自分の未熟さを改めて自覚し、鉄拳制裁を喰らいながらも三石厩舎に戻った。
長浜英伸
ブルー軍団を率いる長浜ファームの三男。親の威光で威張り散らす嫌な性格。ダービーではアルフィーセカンドやバトルハートを封じ込めようとするも失敗、菊花賞では落馬と散々な結果に終わっている。
池野あやめ
バトルハートの厩務員。女性ということで周囲の人間からは低く見られていた。 バトルハートの世話を負かされるが、当初は左京が女性ということで見下し「新馬戦で走らなかったら終わり」というバトルハートを押し付けたとの噂話を信じていたため冷たく当たっていた。
しかしチャコから「左京が、チョベリグあや厩、馬に対する愛情が一番」と褒めていたとの話を聞かされたので誤解が解け、和解した。
服部文男
鹿児島県大崎町・ニルキング牧場代表。バトルハート生産者。かつては北海道と並ぶ馬産地だったが今は風前の灯となった九州を嘆き「九州から名馬を」と願いバトルハートを生産。実在する牧場で、繋養していた38代ダービー馬・ヒカルイマイの墓がある。
服部千加子（チャコ）
服部文男氏の娘。左京様と呼ぶほどの左京の大ファン。処分されかかっているバトルハートのために左京に毎日手紙を送っていた。その願いがかない、処分直前に左京に引き取られることになった。

### 地方競馬
甘利弾
笠松競馬のジョッキー。腕は優馬や左京に引けを取らない。優馬たちが競馬学校に入学した頃にはすでに騎手として有名になっていた。口が悪くて素直に優しさを表さない性格が優馬と似ているせいか、優馬とはそりが合わない。が、お互いに実力は認めあっている。口癖は「たわけ」「デラむかつく」。
山中乗人
地方競馬教養センターで優馬の同期生の1人。あだ名はのり。父は高崎競馬で何度もリーディングジョッキーとなった名騎手。穏やかで、協調性を重んじる性格。優馬たちが無断で行ったナイター競馬で落馬、負傷により騎手の道を絶たれたため、元々の夢であった厩務員の道を歩むこととなった。また、父も落馬により引退を余儀なくされており、親子2代に渡って落馬による不幸に見舞われている。卒業後は高崎競馬場で厩務員となった。同じ厩務員として小林を尊敬している。
長浜卓夫
地方競馬教養センターで優馬の同期生の1人。勝気で短気。実家はオーナーブリーダーの長浜ファームで、四男坊。だが、父からは劣等生と見なされており、卓夫自身も父や兄に強い反発心を抱いている。また、同じような境遇にある担当馬のモンテスターには強い思い入れを持っている。卒業後は荒尾競馬場で騎手となった。日本大賞典では優馬を負かすために父親に頭を下げ、中央のブルーチャンピオンに騎乗した。レースは5着に敗れ、父親の騎乗指示にも従わなかった事については叱責されるが、頼ってきてくれてうれしかったと言われ、和解する。
伊達信長
地方競馬教養センターで優馬の同期生の1人。大人しく気弱な性格で、その性格が災いし中学時代にイジメにあい登校拒否をしていた。漫画を見て騎手を志すものの、気弱な性格は治らずセンターを辞めかけたこともある。優馬たちの説得により思いとどまり無事卒業した。騎手になってからは性格も多少は改善されたようである。卒業後は水沢競馬場で騎手となった。日本大賞典ではのりの計らいで高崎のセンターコートに騎乗した。
上村鉄平
地方競馬教養センターで優馬たちの先輩。後方からの差しきりを得意としており、まくりの鉄平と呼ばれている。優馬を除くセンター生の中では一番の実力者。当初は優馬を規律を乱す生意気なやつ、卓夫を落ちこぼれのクズと馬鹿にしていたが、優馬とのマッチレース後は優馬たちを仲間と認めた。卒業後は高知競馬場で騎手となった。マッチレースでの教訓を生かし、対戦相手の研究と下見を欠かさない貪欲さを身に着けて若手ナンバー1騎手として活躍している。

### その他登場人物
エディ・フォード
アメリカのトップジョッキー。優馬とは義理の兄弟だが、本人はそのことを知らない。左京に妙な関西弁を教え込まれている。
シャロン・フォード
エディの妹で、優馬から見て義理の妹にあたる。エディと異なり父親からそのことを聞きだしているため、優馬を「兄貴」呼ばわりすることもある。調教でとはいえクレイジーを乗りこなした数少ない人物。兄と違い流暢な日本語を話す。
ベン・フォード
優馬の父。自分にも人にも厳しく、馬にだけは優しい人と言われている。作中、自分から優馬に父と名乗る事はなかったが、優馬には気づかれていた。
柊
地方競馬教養センターの教官。かつては力道とともにオリンピックにも出場した。生きる気力をなくしていた力道を再起させた優馬をセンター関係者ではいち早く認め、以後はよき理解者となる。
土井
地方競馬教養センターの教官。たびたび規律を乱す優馬を毛嫌いしている。
大川慶次郎・井崎脩五郎
実在する競馬評論家。主にテレビの競馬中継が描写されている場面で登場する。

## 主な登場馬

### 野山厩舎
アルフィー（父：サンデーサイレンス 母：サクラハツユキ 母父：パーソロン）
静内・谷岡牧場生産の競走馬。当歳時、牧場に来た観光客にナイフでたてがみを切られたことに驚いて観光客に噛みつき、これによって逆上した観光客から虐められた経験から非常に臆病な性格になり、中央では1度も出走できなかった。その後野山厩舎で優馬と出会い、優馬の手によって前が見えない状態で強引に銀座の歩行者天国に連れていかれ、ここで人目に慣れたことで臆病な性格を克服してレースへの出走ができるようになった。凄まじいスピードの逃げ馬であり、初戦は15馬身、2戦目は全くムチも使わず20馬身差を付けて圧勝している。皐月賞を勝利し、地方馬初のクラシックホースになったが、コズミを押して出走したダービーのレース中に怪我（右前肢複雑骨折）をし、予後不良となり安楽死処分となる（作者は生存か死亡かを非常に悩んだそうだが、1995年の第36回宝塚記念でライスシャワーが故障、競走中止し安楽死処分になったことを見て、アルフィーを同じ安楽死処分という結果にしたと語っている）なお、母馬のサクラハツユキは実在し、1994年の弥生賞馬サクラエイコウオー（父マルゼンスキー）の母である。また、アルフィーと同じくサンデーサイレンスを父に持つサクラケイザンオー（1996年の菊花賞4着）も輩出した。ケイザンオーは血統だけでなく毛色や流星もアルフィーとそっくりである。戦績は通算6戦5勝。青鹿毛。主戦騎手は光優馬。
ボムクレイジー（父：グリーングラス 母：ラブシンザン 母父：シンザン）
新冠・山崎牧場生産の競走馬。馬体の大きさを除けばアルフィーと瓜二つで、優馬と捨造がアルフィーの全弟を見に行った帰り、放馬して暴れているところに偶然出会った。3歳時で既に体重500kg後半、4歳時には600kgを超えるという巨漢馬。アルフィーとは対照的に非常に荒っぽい性格だが、反面騎手の感情の変化さえ敏感に感じ取る繊細な神経の持ち主。その為、レースによって追い込んだり逃げたりしているが、大体は逃げ。捨造は頑丈だけが取り柄でアルフィーセカンドには到底及ばないとみていたが、優馬はクレイジーの素質を見出して他の馬では故障しかねない凄まじいハードトレーニングで徹底的に鍛え上げ、地方初の日本ダービー馬となり、最後には海外遠征も果たすなど、日本を代表する名馬へと成長していく。ブルーエンブレムにジャパンカップで負けた後はエンブレムを追って優馬が海外遠征を強行するも捨造が猛反対。岡田を騎手として日本大賞典に出走させるもエンブレムがいないレースに出る気が起きずに勝手に厩舎へ戻り、出走停止。以後は捨造も海外遠征に反対することもなくなった。海外では、BCクラシックでエンブレムを倒して制覇した。その後、35億円で引き取りたいという話が出る（捨造は乗り気だったが当然優馬は拒否）。泳ぎが大の苦手。
リップ　（父：シンボリルドルフ　母：トリック　母父：タマモクロス）
野山厩舎の元祖暴れ馬だが、優馬が来てからはすっかりおとなしくなった。競走中に手前を変えられないという弱点があり1勝もできず、一時は処分寸前にまで追い詰められるが、優馬の好騎乗で弱点を克服。その後は順調に勝ち続け地方競馬を代表する強豪へと成長した。
ラブゼット（父：ハイセイコー 母：ラブシンザン 母父：シンザン）
新冠・山崎牧場生産の競走馬で、クレイジーの半妹。ハイセイコー最後の子供である。入厩前に厳しく仕上げられすぎたため、走る事に恐怖心を抱くようになってしまう。小林により軟化したものの、能試で鞭を打たれたことで再び走る気をなくし、立ち止まってしまった。兄とは違い泳ぎが得意で水に落ちた小林を助けるシーンもある。

### 中央競馬
ブルーエンブレム（父：シャルード 母：パシフィカス 母父：ノーザンダンサー 調教師：栗東・浜田光正）
通称「白い皇帝」。アルフィーの最大のライバル。共に無敗で迎えた皐月賞でアルフィーと初対決し、結果はアルフィーの2着に敗れる（国内では唯一の敗戦）。続く日本ダービーでも最後の直線で先頭に立つものの、アルフィーの驚異的な末脚にあっさり交わされ2着が濃厚だったが、アルフィーが残りあと100m地点で故障発生したために半ば繰り上げのような形で優勝。その後、永遠に勝つことのできない宿敵アルフィーの幻影を瞳に宿し、これを追い続けるという孤独な闘いを始める。以後、菊花賞→有馬記念→天皇賞（春）→宝塚記念→天皇賞（秋）→ジャパンカップまでGI7勝含む11連勝を飾る。ちなみに、番外編「瞳の中のライバル」では菊花賞でもアルフィーの2着に敗れている（実際は優勝）。また、国内ラストランとなったジャパンカップではそれまで自身の瞳の中にいたアルフィーを開放し、日本ダービーでアルフィーがスパートした地点からのガチンコ勝負を挑むが、アルフィーと同じゴール前100mの地点で故障してしまう。だが、最後は逃げるクレイジーと優馬にアルフィーの幻影を重ね合わせ執念でゴール前これを差し切り、アルフィーに決別を告げる勝利を飾る。その後、故障した脚の治療のためアメリカに渡るが、復帰後数戦はアルフィーという目標を失ったことから不振が続く。だが、同じく、海を渡ったクレイジーのアメリカでの快進撃を見て、復活。ジャパンカップ以来の再戦となるBCクラシックで激闘を繰り広げ、2着に敗れるがクレイジーという新たな目標を得て完全に復活することができた。主戦騎手は月山左京。血統モデルはビワハヤヒデ。
ガンファイター（父：リヴリア 母：タイシンリリィ 母父：ラディガ 調教師：栗東・伊藤雄二）
鋭い末脚を持っており、「後門の狼」の異名を持つ。若葉ステークスでユキノテイオーに勝利し、一躍クラシックの有力候補となった。だがその後はアルフィーやブルーエンブレム、ボムクレイジーに敗れ勝利するシーンは描かれていない。血統モデルはナリタタイシン。
ユキノテイオー（父：サクラユタカオー 母：ファテマ 母父：ロイヤルスキー 調教師：美浦：田中征一）
正確にラップを刻んで逃げるため、「逃げる精密機械」と呼ばれる。デビューからレコードタイムで2連勝するが、作中初登場の若葉ステークスではガンファイターにハナ差で敗れ、皐月賞では最下位に沈むなど、勝利するシーンはない。血統モデルはユキノビジン
サンドバトル（父：ブレイヴェストローマン 母：シナノカチドキ 母父：ファーザーズイメージ 調教師：栗東・浜田光正）
「ダートの王者」の異名を持ち、ダートにおいてはブルーエンブレムより強い。日本大賞典出走の年はダートで11戦全勝、日本大賞典3連覇をかけて出走するが、ボムクレイジーの2着に敗れる。その後は登場せず。父・ブレイヴェストローマンはトウカイローマン、オグリローマン、マックスビューティーなど牝馬クラシック馬を輩出したが、それ以上に多くの「砂の鬼」を輩出した名種牡馬。
アルフィーセカンド（父：サンデーサイレンス 母：サクラハツユキ 母父：パーソロン 調教師：美浦・三石育夫）
アルフィーの全弟。その能力はアルフィーと互角、あるいはそれ以上とも言われる。中央の美浦・三石厩舎所属。馬主は当初、優馬を中央へ移籍させて主戦騎手にしようとしたが優馬がクレイジーを選んだため、三石調教師の弟子だった田辺俊輔が主戦となる。同時に当時どん底状態にいた田辺俊輔復活のきっかけになる。兄のアルフィー同様に無敗で皐月賞を制するが、ダービーはクレイジーの2着に敗れる。ダービー後の最終レースで主戦の田辺俊輔が落馬、死亡したことを知り、飼葉を食べなくなりガリガリの体になるまでやつれてしまうが、厩務員のおいちゃんの体調が悪化したのを見た小林の叱責により復活。その後、エディに乗り替わりぶっつけで菊花賞に臨むが、レース中に脚を骨折したこともありバトルハートの4着に敗れる。
バトルハート（父：ブライアンズタイム 母：カロハート 母父：カロ 調教師：栗東・植地貞夫　生産者：服部文男）
鹿児島・ニルキング牧場生産。母親の愛を受けられず肋骨骨折、さらにノド鳴りを発症したためセリ市でも売れ残り、あわや処分されかけた。だがニルキング牧場の一人娘であるチャコによって招かれた月山左京に見出され、競走馬としてデビューすることになる。新馬戦をノド鳴りに苦しみながら勝利し、その後ノド鳴りの手術のため休養。スプリングステークスで復帰しシャラクの2着となり皐月賞に出走するが、シャラクの斜行に巻き込まれ4着。日本ダービーではノド鳴りが再発し3着に敗れた。再度ノド鳴りの手術を受け、セントライト記念でボムクレイジーを下し優勝。菊花賞ではカラ馬となったシャラクに激突され肋骨を骨折しながらも優勝した。菊花賞を最後に引退、5億円のシンジケートを断り、ニルキング牧場所有の種牡馬となった。
ソイレントバード（父：サクラチヨノオー 母：サバティーニ 母父：ヘクタープロテクター 調教師：美浦・上原博之）
ボムクレイジーと同世代の競走馬で、主戦騎手は伊賀広和。実力的にはボムクレイジーやアルフィーセカンドには一枚も二枚も劣る馬である。菊花賞では伊賀が1500mを二度走る戦法で臨んだものの、エディに看破され敗れた。血統モデルは地方高崎のセンターコート（ただし母父が違う）。
シャラク（父：マルゼンスキー 母：ライトバード 母父：コントライト 調教師：栗東・白井寿昭）
ボムクレイジーと同世代の競走馬で、主戦騎手は岡田鮫。スプリングステークスで岡田が逃げの戦法を打ち勝利する。皐月賞でボムクレイジーの威嚇に怯んで斜行するなど、ボムクレイジーが大の苦手。菊花賞では落馬事故に巻き込まれて空馬になり、バトルハートに追突する。日本大賞典では左京が騎乗している。
ブルブル
岡田のもう一頭のお手馬。セントライト記念でバトルハートをぴったりとマークする作戦を取り、3着を確保、菊花賞の優先出走権を獲得する。だが岡田は菊花賞でシャラクを選択したため、乗り変わった。甘利弾は「シャラクよりブルブルの方が走る」と評しており、シャラクを選択した岡田を馬鹿にしていた。菊花賞後は岡田のお手馬ではなくなった。
ブルーカイザー（父：クライムカイザー 母：ブルーブルー 母父：ニジンスキー）
ブルーオペック（父：オペックホース 母：ブループリマ  母父：ノーザンテースト）
ブルーフォンテン（父：ホワイトフォンテン 母：ブルーダンサー 母父：サドラーズウェルズ）
ブルー軍団がクラシックへと出走させた3頭。それぞれ往年の内国産馬を父に持つ渋い血統の馬である。プリンシパルステークスで上位を独占し、ダービーへと駒を進めた。ダービーではオペックとフォンテンが他馬を妨害し、カイザーが抜け出すという作戦を立てるも、アルフィーセカンドやバトルハートにはまるで通用せず、さらにボムクレイジーへの進路妨害でオペックとフォンテンの騎手は処分された。カイザーのみ菊花賞にも出走したが、雨で濡れた芝に足を滑らせ転倒。大落馬事故の原因となった。
ブルーチャンピオン（父：クリスタルグリッターズ 母：バンシューウェー 母父：ペール）
中央競馬所属の競走馬で、ブルー軍団の馬。GIで優勝したこともあり、他にフェブラリーステークス2着の実績を持つ。本来の主戦騎手は左京だが、日本大賞典では卓夫が騎乗した。マイペースで走っているときは強いが、折り合いを欠くと途端に走る気を無くしてしまう。左京曰く「気難しいお坊ちゃん馬」。血統モデルは公営南関東のアブクマポーロ。

### 地方競馬（野山厩舎除く）
ダブルフェイス（父：ブレイヴェストローマン 母：ミスファピー）
笠松競馬所属。普段は非常におとなしい馬であるが、カメラのフラッシュや稲光などの強烈な光を浴びると狂暴化する。東海ダービーに優勝したが、事故で調教師を蹴り殺してしまいしばらく休養していた。地元笠松のレースでボムクレイジーに勝利。その後中央に参戦し、京都新聞杯ではシャラクやソイレントバード相手に快勝している。菊花賞でも一時はボムクレイジーとデッドヒートを繰り広げるものの、バトルハートの3着に敗れた。血統モデルは大井競馬所属で羽田杯に勝ったキャニオンロマンとJRA美浦の中尾銑治厩舎に所属したエンビライナー。
センターコート（父：ミュージックタイム 母：シノブモチズリ 母父：シンザン）
高崎競馬所属。32戦21勝。のりの担当馬で、日本大賞典では信長が騎乗した。砂のSLの異名を持つ粘り強い馬。血統モデルは東京ダービーに勝ったサプライズパワー。
尚、実在したセンターコートは、作者が共同馬主として初めて所有した馬でもある（中央5戦0勝 地方33戦7勝）。
レインキラー（父：ダイナサンキュー 母：グローリーサクラ 母父：シーホーク）
高知競馬所属。32戦28勝。高知で28連勝を挙げた。主戦騎手の負傷により、日本大賞典では鉄平が騎乗した。血統モデルはサンエイサンキュー。

### その他登場馬
早風
七色浜で源じぃと一緒に暮らしていた老馬。ボムクレイジーが心の鍛錬に七色浜に行った直後はただの老馬と侮っていたが、潮の満ちた海岸から助けられてからは熱烈に慕われるようになる。ボムクレイジーのダービー前に死亡。39歳。
ポンコ（父：ネヴァービート　母：グラスクィーン）
借金苦に喘いでいた光牧場が起死回生を懸けていた競走馬。シンボリルドルフと同世代に当たる。光牧場が倒産した際、借金返済のために優馬と生き別れになる。その後グラスビートという名でデビューするが、鈴を追いかけるという性質が災いして活躍できず、観光用の馬となる。鈴は全盲の母グラスクィーンにポンコがいることを知らせるために優馬が着けたもの。観光業からも引退した後はある農夫に引き取られて農耕馬となる。この時に小林とボムクレイジーが会っているが優馬もたまたまいなかった為にポンコだとは気づかれなかった。その後、一家が夜逃げした際に仲間の馬と共に置き去りにされ、仲間の馬と共に生活していたが仲間は次々と餓死して行った事からきな子らが発見したときにはすっかり人間不信に陥っていた。きな子が隠れて飼葉を与えたときも既に餓死した仲間に与えており、栄養失調で瀕死状態だったが、きな子に預けられていたポンコの最初の鈴を見て号泣。きな子と源じぃがポンコであると確信したことから優馬に連絡が行き、優馬が駆けつけた時には既に心停止状態だったが、周囲の鈴がポンコを呼び戻すかのように光り輝き、奇跡的に蘇生。優馬と涙の再会を果たした。
蘇生後は源じぃに引き取られた。雰囲気が早風に似ている事からボムクレイジーにも慕われている。
力道（父：ノーアリバイ　母：レベッカの弐）
地方競馬教養センター所属の訓練馬。優馬が入学した時点で25歳（人間に換算して80歳前後）の老馬である。かつて柊とともにオリンピックにも出場したが、柊の気遣いにより訓練馬を引退したことで立ち上がる気力さえ無くしていた。優馬との出会いで再び走る気を取り戻し、以後は優馬の担当馬となる。血統モデルはJRAで「白い逃亡者」と異名を取ったホワイトフォンテン。
アルケリア
地方競馬教養センター所属の訓練馬。サラブレッドではなくポニーである。のりの担当馬。自分をサラブレッドだと思っており、ポニー扱いされることを嫌う。その後センターコートの帯同馬として再登場した。
モンテスター（父：シーホーク 母：モンテオーカン）
地方競馬教養センター所属の訓練馬で、卓夫の担当馬。全兄に天皇賞 (春)馬のモンテプリンス、モンテファストがいる良血馬だが、馬体が小さすぎたため競走馬にはなれなかった。
ヒデヨシ（父：トウショウボーイ 母：スーパービック）
地方競馬教養センター所属の訓練馬で、信長の担当馬。臆病で照れ屋。
ダイナシーズ（父：カコイーシーズ　母：コンサートダイナ）
地方競馬教養センター所属の訓練馬で、鉄平の担当馬。地方競馬で56戦し12勝を挙げている。鋭い末脚を武器としており、能力は訓練馬の中でも一番。現役の頃に鞭を使われすぎたため、左鞭に反応しなくなっている。血統モデルは公営南関東の帝王賞を勝ったコンサートボーイ。
パレスシガー（父：パレスミュージック 母：ソーラースルー 母父：シアトルスルー）
ジャパンカップでエディが騎乗した馬。ケンタッキーダービーやドバイワールドカップに優勝している。切れ味鋭い追い込み馬で、ブルーエンブレムをマークしていたが、一向に動かないエンブレムに業を煮やし、スパートをかけて先行馬をごぼう抜きするが、かつての日本ダービーでのアルフィーの追い込みを再現したエンブレムとクレイジー（とアルフィー）の次元の違うマッチレースには全くついていけずに敗れた。
フェアリーエリシオ（父：フェアリーキング 母：エリス 母父：スルーピー）
ジャパンカップでシャロンが騎乗した馬。凱旋門賞優勝馬。クレイジーに負けず劣らず気性が悪い。希代の逃げ馬で、クレイジーをマークして熾烈な逃げ争いを繰り広げるが、道中息を入れている間にブルーエンブレムの意図に気づいた優馬がクレイジーを更に先行させ、そのまま始まったエンブレムとクレイジー（とアルフィー）の次元の違うマッチレースに付いていけなくなり、敗れた。

## 関連作品
- 優駿の門GI
- 優駿の門 -ピエタ-
- 優駿の門 チャンプ
- 優駿の門 GP
- 優駿の門 ムンク

番外編・スピンオフ作品
- 黒い弾丸アルフィー
- 瞳の中のライバル
- 白蹄のライバル
- 優駿の門 アラブレッド
- 優駿の門 アスミ
- 優駿の門 2020馬術

特別編
- ディープインパクト 優駿の門特別編